# Prezydenci Macedonii Północnej

## Chronologiczna lista
- tymczasowo

| #   | Imię i Nazwisko                        | Portret | Kadencja            | Kadencja                                        | Partia polityczna | Partia polityczna |
| #   | Imię i Nazwisko                        | Portret | Od                  | Do                                              | Partia polityczna | Partia polityczna |
| --- | -------------------------------------- | ------- | ------------------- | ----------------------------------------------- | ----------------- | ----------------- |
| 1   | Kiro Gligorow (1917–2012)              |         | 7 czerwca 1991      | 4 października 1995                             |                   | Bezpartyjny       |
| −   | Stojan Andow (1935–2024)               |         | 4 października 1995 | 17 listopada 1995                               |                   | LPM               |
| (1) | Kiro Gligorow (1917–2012)              |         | 17 listopada 1995   | 19 listopada 1999                               |                   | Bezpartyjny       |
| −   | Sawo Klimowski (ur. 1947)              |         | 19 listopada 1999   | 15 grudnia 1999                                 |                   | DA                |
| 2   | Boris Trajkowski (1956–2004)           |         | 15 grudnia 1999     | 26 lutego 2004 (zginął w katastrofie lotniczej) |                   | WMRO-DPMNE        |
| –   | Lupczo Jordanowski (1953–2010)         |         | 26 lutego 2004      | 12 maja 2004                                    |                   | SDSM              |
| 3   | Branko Crwenkowski (ur. 1962)          |         | 12 maja 2004        | 12 maja 2009                                    |                   | SDSM              |
| 4   | Ǵorge Iwanow (ur. 1960)                |         | 12 maja 2009        | 12 maja 2019                                    |                   | WMRO-DPMNE        |
| 5   | Stewo Pendarowski (ur. 1963)           |         | 12 maja 2019        | 12 maja 2024                                    |                   | SDSM              |
| 6   | Gordana Siłjanowska-Dawkowa (ur. 1953) |         | 12 maja 2024        |                                                 |                   | WMRO-DPMNE        |